# GEHAG

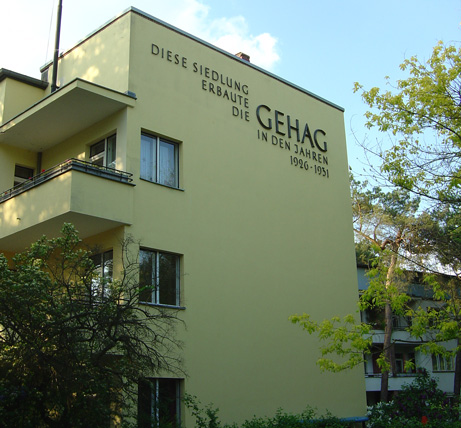
GEHAG-text på husvägg i Onkel Toms Hütte.

GEHAG, Gemeinnützige Heimstätten-, Spar- und Bau-Aktiengesellschaft, är ett bostadsföretag i Berlin som blivit känt för sina nydanande bostadsområden under 1920-talet.
GEHAG skapade under 1920-talet nya bostadsområden som Onkel Toms Hütte, Hufeisensiedlung och Wohnstadt Carl Legien i bostadsbristens Berlin. I samband med skapandet av Stor-Berlin 1920 kom stora planer för nya moderna bostadsområden att starta. Vid GEHAG verkade arkitekten och stadsplaneraren Bruno Taut som skapade de än idag populära bostadsområdena. Under 1970-talet skapade GEHAG Gropiusstadt i Berlin.